# Lidia Huayllas
Lidia Huayllas (El Alto, Bolivia, c. 1967) es una montañista boliviana, conocida por ser parte del grupo Cholitas escaladoras, el primer equipo de mujeres aymara dedicadas al montañismo que conquistó cumbres como el Aconcagua y el Sajama. 

## Primeros años
Huayllas nació en la ciudad de El Alto. Su padre murió cuando ella era muy pequeña, así que con su madre y sus cinco hermanos tuvo que trabajar desde temprana edad. Comenzó ayudando a su madre a vender comida en una feria. 
Huayllas cuenta que al colegio no la dejaban asistir con pollera, vestimenta típica de la chola boliviana, y que sufrió mucho por ser mujer y ser indígena. Luego, se casó a los 15 años para, en sus palabras, no ser una carga para su madre.  Huayllas comenta que le pidió varias veces a su esposo, que es escalador de alta montaña, que le permitiera acompañarlo, hasta que este accedió.

## Cholitas escaladoras
Huayllas es fundadora de las reconocidas cholitas escaladoras de Bolivia. Comenzó escalando el Huayna Potosí (6088 m s. n. m.) como parte de sus labores de cocinera de montaña. Durante 23 años llegó solo hasta el campamento Campo Alto (a 5100 m s. n. m.), pues en este lugar los alpinistas pasan la noche antes de hacer cumbre. Posteriormente, ya como líder de las cholitas escaladoras, escaló, entre otros nevados, el Sajama (6542 m s. n. m.) y el Aconcagua (6962 m s. n. m.). Al principio, ella y sus compañeras escalaban por pasatiempo, pero luego comenzaron a acompañar a turistas en expediciones.
 

La escaladora, quien llegó a las cumbres después de sus 50 años, señala que haber mantenido su vestimenta tradicional al escalar es un punto importante de la defensa de su identidad, pues:
"En nuestro país había mucha discriminación hacia la mujer de pollera, a la mujer indígena". 
Según la Asociación de Guías de Montaña y Trekking de Bolivia, existen aproximadamente 70 guías en el país, todos hombres. Cada guía, según esta institución, cobre entre 50 y 60 dólares por el ascenso; por su parte, las cocineras cobran apenas una quinta parte.
El 8 de marzo de 2020 se estrenó un documental sobre la labor de Lidia y sus compañeras escaladoras bajo el título de Cholitas.

## Vida política
En enero de 2021, Huayllas se postuló como candidata a concejal por la ciudad de El Alto por la organización política Jallalla. Si bien no obtuvo el cargo, la elegida alcaldesa Eva Copa luego la nombró subalcaldesa del distrito 5 de esta ciudad.